# Westphalien (cheval)
Vous lisez un « bon article » labellisé en 2019.
Pour les articles homonymes, voir Westphalien.
Le Westphalien (allemand : Westfalen ou Westfälisches Reitpferd) est un registre généalogique (stud-books) de chevaux de sport, issus des chevaux de selle élevés au haras national de Warendorf, dans la région de Westphalie, en Allemagne. Il est créé comme race en 1904, mais elle évolue nettement tout au long de son histoire, avec de nombreux croisements pour rester compétitif sur le marché du cheval de sport. Moins connu que le Hanovrien, dont il est proche, le Westphalien fait partie des grands chevaux de sport germaniques. Il dispose d'allures brillantes et d'un caractère équilibré, grâce à une sélection drastique sous la houlette de la Westfälisches Pferdestammbuch. Il brille tout particulièrement en saut d'obstacles et en dressage. Le plus célèbre champion westphalien est Rembrandt, premier cheval à avoir décroché deux fois la médaille d'or olympique individuelle en dressage. Bien que le Westphalien reste surtout présent dans son pays d'origine, il y a environ 30 000 sujets élevés dans toute l'Europe et aux États-Unis en 2013. Le Westphalien est donc un stud-book international assez répandu et apprécié internationalement.

## Histoire
Le Westphalien provient, comme son nom l'indique (Westfalen ou Westfälisches Reitpferd, soit « cheval de selle westphalien », en allemand), de la Westphalie, une région du Nord-Ouest de l'Allemagne réputée pour son élevage équin. Comme la grande majorité des chevaux allemands, il porte le nom de son lieu d'élevage. Il est parfois nommé « Rhénanien » en français.
Traditionnellement, les chevaux de selle allemands sont classés en fonction de leur région d'élevage, et non de leurs origines génétiques. La race est originaire en particulier du haras national de Warendorf, qui est également le siège de la fédération hippique nationale allemande,. Dès 1826, les éleveurs s'organisent en association à Warendorf pour créer un élevage centralisé, et sélectionner localement de meilleurs chevaux,. Cette même année, l'appellation « Westphalien » est employée pour la première fois pour désigner ces animaux.
À l'origine, l'élevage repose principalement sur des chevaux de souche locale croisés avec des étalons provenant de Prusse-Orientale, ayant diverses origines : Oldenbourg, Hanovrien, Anglo-normand, trotteur, Frison oriental, Trotteur Norfolk, Hackney et Pur-sang. Cependant, avec l'évolution des demandes, les montures de cavalerie du début sont croisées à des races plus lourdes dans le but d'obtenir un cheval apte aux travaux de ferme et à l'usage militaire,,. À la fin du XIXe siècle, les croisements sont surtout opérés avec l'Oldenbourg. Cette sélection aboutit parallèlement au Trait de Rhénanie.
Le Westphalien n'est reconnu en tant que race et avec son propre nom qu'à partir de 1904, à la création du stud-book,. Vers 1920, les éleveurs de Westphalie décident d'importer massivement des Hanovriens en croisement,. Le haras de Waredorf a donc pratiqué beaucoup de croisements avec le Hanovrien, ce qui rend le Westphalien difficile à distinguer de ce dernier : le Westphalien peut être considéré comme un Hanovrien élevé en Westphalie.
Après la Seconde Guerre mondiale, la race est quelque peu croisée avec le Pur-sang, mais de façon très contrôlée et moins importante que pour les autres races allemandes. La vocation sportive du Westphalien est recherchée dès les années 1950. La motorisation des transports réduit l'usage des chevaux de traction lourde, aussi les chevaux Westphaliens sont croisés avec des races plus légères, dont le Hanovrien et l'Arabe. En 1961, le stud-book de la race compte environ 8 000 juments de tous types, lourdes ou légères. Le Westphalien est reconnu pour ses capacités sportives depuis la fin des années 1970,, tout particulièrement en saut d'obstacles dans un premier temps. L'étalon Pilatus influence de nombreuses lignées de chevaux de sport. D'autres étalons importants dans l'histoire de la race sont Florestan I, qui marque l'élevage des chevaux de dressage ; Pilot et Polydor en saut d'obstacles, dans les années 1970. Les succès sportifs d'Ahlerich, en 1984, propulsent le Westphalien aux premiers rangs des chevaux de sports internationaux.
En 1997, 9 786 Westphaliens sont recensés dans toute l'Allemagne, d'après la base de données DAD-IS. En 2002, d'après l'article de Nathalie Piley-Mirande dans Cheval Magazine, le Westphalien était la seconde race allemande en nombre, avec 12 250 poulinières et 350 étalons approuvés. Les éleveurs ont cessé de s'approvisionner en étalons dans le Hanovre, et font saillir localement.

## Description

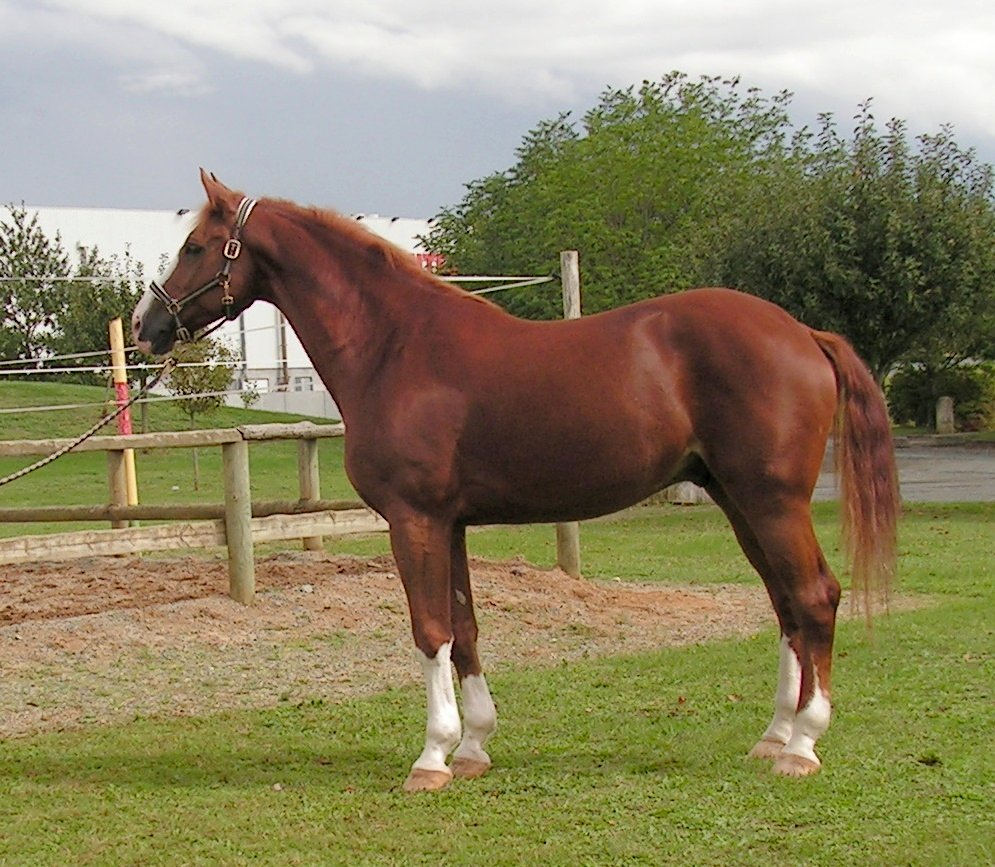
Avenger, Westphalien de 7 ans, au modèle.

Le Westphalien est un grand cheval de sport moderne et athlétique, délié et charpenté, présentant toutes les caractéristiques typiques des races de sport à l'aspect massif, fort mais agile. Il est un peu plus lourd que le Hanovrien, mais en tous points comparable,,. Il est également proche du Trakehner, mais là aussi, plus lourd que ce dernier. Sa morphologie n'est pas stable, car le stud-book est ouvert aux apports extérieurs,. Il existe des types plus légers ou plus lourds. L'analyse morphologique des races allemandes Hanovrien, Oldenbourg et Westphalien pour la pratique du dressage ne permet pas de différencier ces trois races ; en effet, l'évolution des chevaux de sports allemands tend à l'homogénéisation.

### Taille
Différentes données de taille sont répertoriées. Le Westphalien est plutôt un grand cheval. La base de données DAD-IS donne une moyenne générale de 1,65 m. Bonnie Lou Hendricks, de l'université de l'Oklahoma (2007), cite 1,57 m à 1,68 m. Le Guide Delachaux (2016) donne 1,65 m à 1,72 m, et l'encyclopédie de CAB International, de 1,57 m à 1,77 m. Judith Draper (2006) donne une fourchette plus réduite, de 1,53 m à 1,62 m. Cheval Magazine cite 1,55 m à 1,65 m dans la Bible des cavaliers (2013), puis 1,60 m à 1,75 m dans un article daté de 2015. Emmanuelle Hubrecht, aux éditions Atlas, cite 1,60 m à 1,68 m.

### Morphologie
La tête, décrite comme de port noble et harmonieux, avec « du chic », présente un profil rectiligne ou légèrement concave, avec des yeux écartés et des oreilles de longueur moyenne, mobiles, dégageant une impression globale d'intelligence. L’encolure est longue et musclée, le poitrail large. Le corps est massif. L'épaule est longue et inclinée. Le garrot est sorti, le dos court et plutôt droit. L'arrière-main est puissante, bien que la croupe soit parfois plate, davantage que chez le Hanovrien. Elle est cependant généralement musclée et inclinée. Les membres sont longs, là encore davantage que ceux du Hanovrien,, avec de solides articulations larges, des canons courts et des avant-bras longs. Les pieds sont grands et durs.

### Robe
Toutes les couleurs de robes sont admises,,, mais les robes alezan et bai sont les plus fréquentes,,. Plus rarement, le Westphalien est gris ou noir,,. Les marques blanches sur la tête et aux membres sont courantes et parfaitement autorisées.

### Tempérament et allures
Le Westphalien est un cheval réputé très calme, courageux, et de caractère agréable,,, en général équilibré, qui fait preuve de bonne volonté, de sérieux et d'application au travail,. Ce mental plus froid que chez des chevaux proches du sang le rend plus facile à canaliser que d'autres races de sport. Il dispose de très bonnes allures, amples, souples et élastiques, avec une action spectaculaire,. Cependant, une certaine force physique peut être nécessaire pour lui donner de l'impulsion.

### Sélection

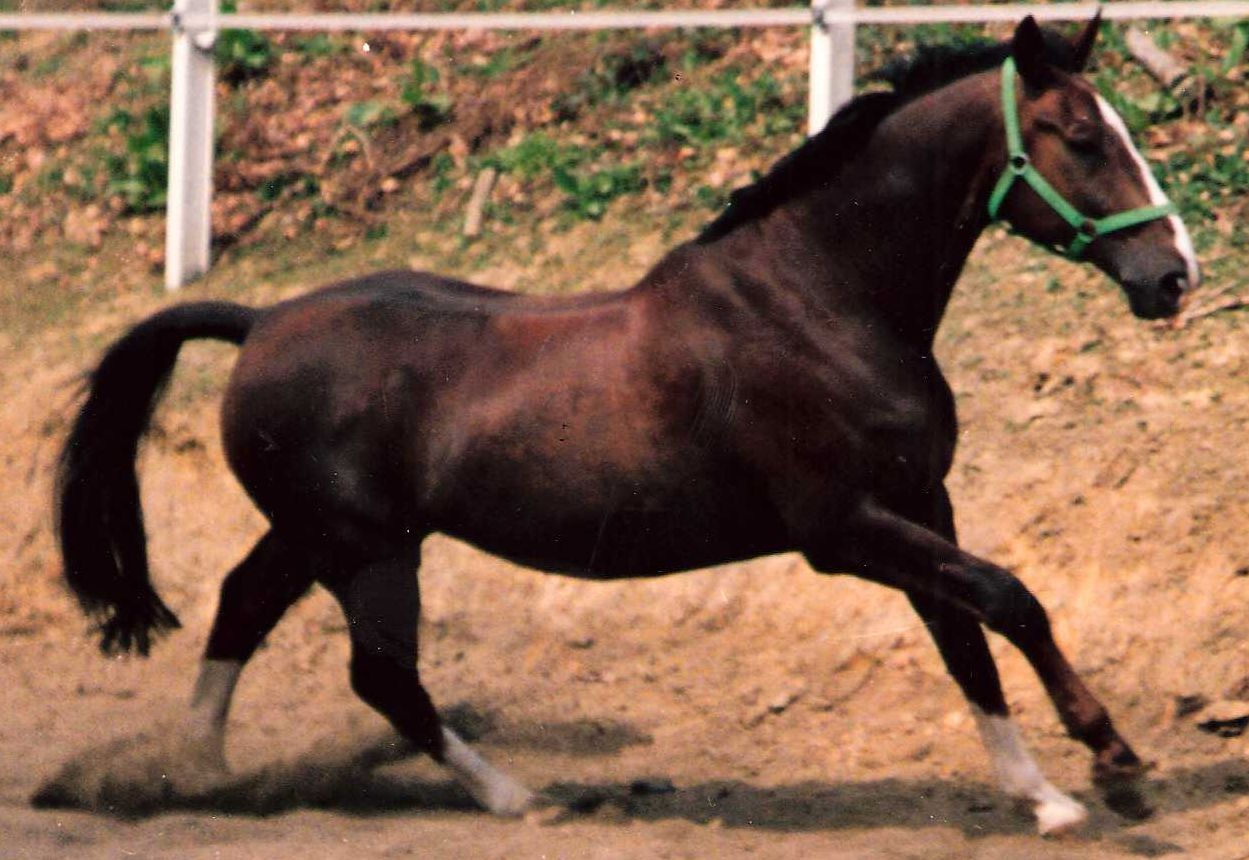
Dark Shadow, Westphalien.

La Westfälisches Pferdestammbuch, organisme qui gère le stud-book de la race et contrôle sa sélection, est basée à Münster. La sélection est rigoureuse, et repose sur des tests de conformation, de pedigree, de caractère, ainsi que des essais sous la selle. Les futurs étalons sont testés durant 70 jours. Les poulinières sont examinées par une commission à partir de l'âge de 3 ans. Les animaux conformes au standard peuvent se voir apposer une marque au fer représentant un « W »,. Les races Westphalien, Hanovrien et Trait de Rhénanie sont génétiquement proches en raison d'échanges de reproducteurs passés.
Les étalons issus du haras de Warendorf (désormais nommé Haras national de Rhénanie-du-Nord-Westphalie) sont identifiés par l'affixe NRW (pour Northrhine-Westphalian).
Une particularité de l'élevage du Westphalien est une évolution génétique plus rapide que dans d'autres stud-book, car les éleveurs sont répartis sur une petite aire géographique, ce qui leur permet de voir les jeunes étalons de visu. Ainsi, en 2015, les éleveurs du Westphalien font déjà appel à des petits-fils de Cornet Obolensky.

### Poney westphalien
Il existe un poney de sport westphalien, toisant en moyenne de 1,37 m à 1,47 m, et arborant souvent une robe tachetée. Il est destiné aux sports équestres sur poney, aux shows et à la selle. Cette nouvelle race a percé sur le marché du poney de sport en 2013, avec de nombreuses victoires au championnat national allemand.

## Utilisations

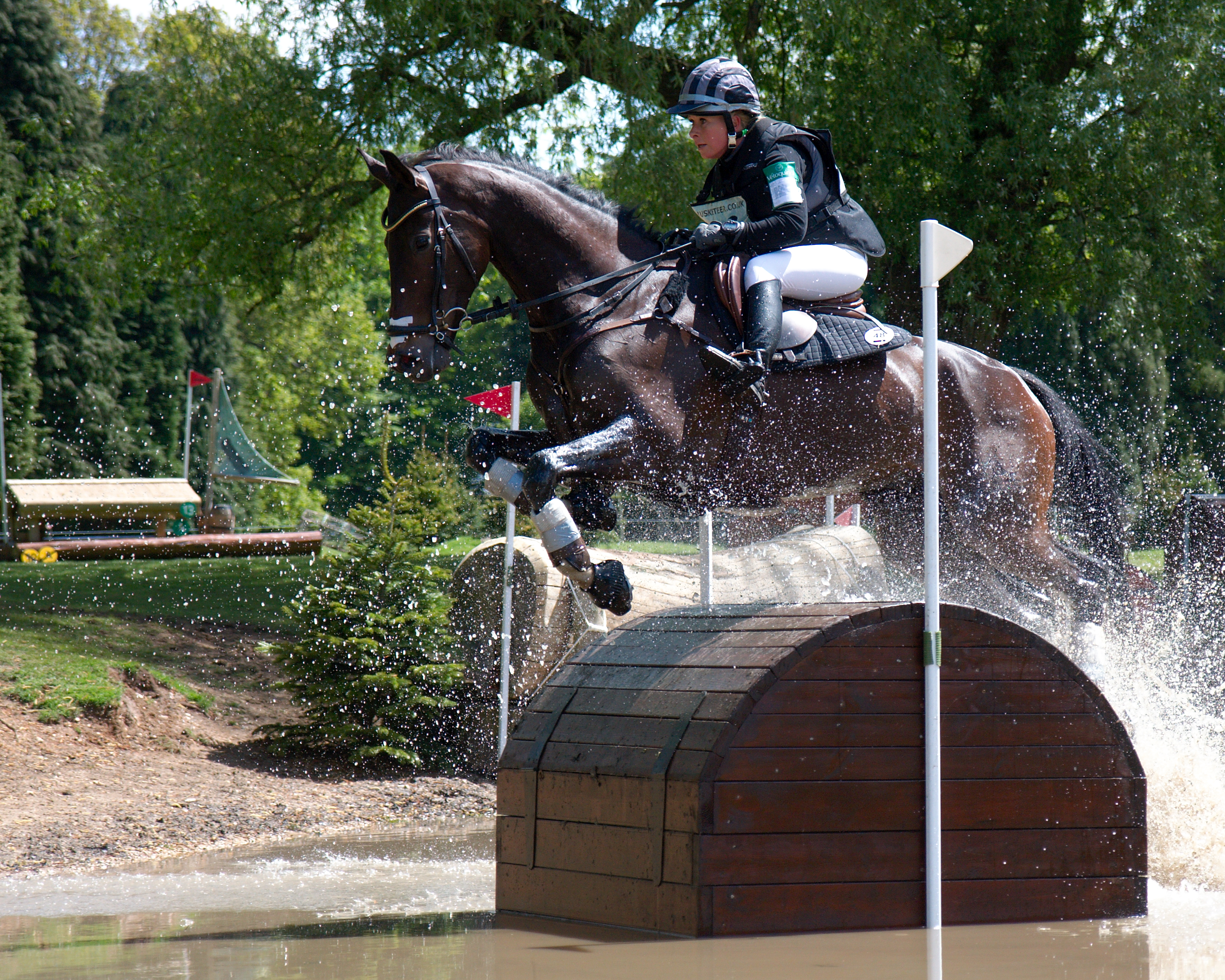
Bettina Hoy et Designer 10 au Treasure Chests, pendant le cross du CIC*** au Houghton International Horse Trials de 2013.

Comme toutes les races de sport germaniques, le Westphalien est destiné à l'équitation sportive de haut niveau, notamment dans les trois disciplines olympiques : dressage, saut d'obstacles et concours complet d'équitation. Les Westphalien ont figuré parmi les chevaux de sport les plus performants au monde, les étalons de la race se hissant parmi les meilleurs chevaux de sport d'Allemagne. Le Westphalien est aussi l'un des chevaux de compétition les plus onéreux à l'achat. Un poulain de bonne origine se négocie pour quelques milliers d'euros, mais les chevaux athlètes les plus performants atteignent de très hauts tarifs. Une particularité de la Westphalie est que les éleveurs montent souvent eux-mêmes leurs chevaux en compétition pour les valoriser.
La race est plus performante en dressage et à l'obstacle, qui constituent deux sports équestres pour lesquels le Westphalien est largement employé,, qu'en concours complet. Bien qu'il ait obtenu de bons résultats en complet, le stud-book Westphalien n'est qu'au douzième rang mondial de cette discipline en 2018, d'après l'évaluation de la WBFSH ; il était au septième rang en 2014. Les Westphalien sont généralement mis au concours complet par hasard, faute de performances suffisantes en dressage et à l'obstacle.
Ces chevaux sont parfois attelés à des attelages légers. Ils peuvent faire de bons chevaux de loisir,, en effet, statistiquement, la majorité des Westphaliens sont vendus à des amateurs qui recherchent un bon cheval de selle polyvalent. Enfin, le Westphalien est beaucoup employé en croisement par d'autres stud-books européens. 

### Dressage

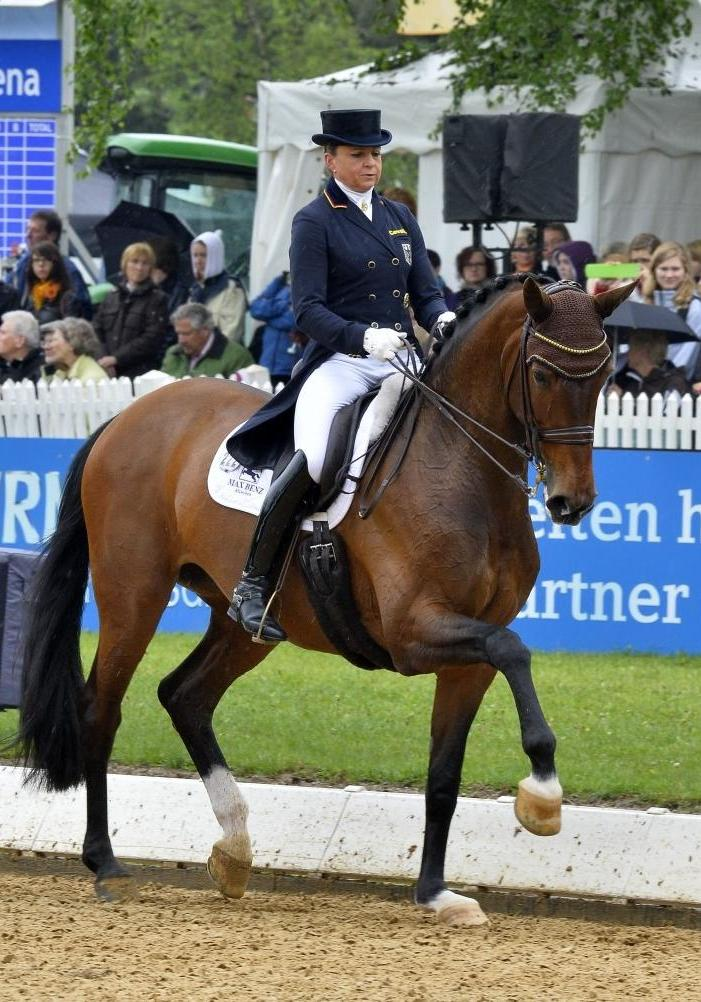
Dorothee Schneider et le Westphalien Forward Looking, en dressage, lors du Grand Prix Spécial du CDI 5* de München-Riem en 2013.

La qualité des allures des Westphaliens, relevées et actives, les rendent très appréciés en dressage. Comme tous les chevaux de compétition allemands, ils sont dès leur plus jeune âge particulièrement adaptés aux compétitions de dressage. L'une des raisons réside dans la culture équestre de la Westphalie, qui privilégie un travail des jeunes chevaux dans cette discipline, dès l'âge de 3 ans.
Le plus célèbre Westphalien de sport, Rembrandt, a été champion olympique individuel de dressage en 1988 et 1992 sous la selle de Nicole Uphoff, et premier cheval à décrocher consécutivement deux médailles d'or olympiques individuelles. Rembrandt a décroché 21 médailles d'or au cours de sa carrière. Ahlerich marque aussi l'histoire du dressage en décrochant la médaille d'or olympique en 1984, avec Reiner Klimke. Ganimedes fut un fameux cheval de dressage, monté par Monica Theodorescu, de même que Goldstern monté par Klaus Balkenhol. Damon Hill a décroché la médaille d'argent par équipes aux Jeux olympiques d'été de 2012 puis en individuel aux Jeux équestres mondiaux de 2014. Bella Rose, montée par Isabell Werth, a été arrêtée quatre ans avant de revenir en compétitions internationales en 2018.
En octobre 2018, le Westphalien est le troisième stud-book le plus performant en compétitions de dressage (après le KWPN et le Hanovrien), d'après l'évaluation de la WBFSH. En 2004, lors du premier classement WBFSH publié, le Westphalien est également classé troisième ; il en est de même en 2014.

### Saut d'obstacles
À l'obstacle, le Westphalien se révèle puissant et maniable. Fire est champion du monde de saut d'obstacles en 1978. D'autres champions westphaliens sont Priamos, monté par D. Hafemeister, Showtime monté par Nick Skelton, la jument Panima montée par Otto Becker, et Corso, monture du cavalier suisse Willi Melliger. Pro Pilot II remporte le CSIO de La Baule en 2001. Lors du Grand Prix de la coupe du monde de saut d'obstacles à Bercy, le podium est entièrement occupé par des Westphaliens : Isovlas-Pialotta montée par Rolf-Göran Bengtsson ; Gladdys S., montée par Ludger Beerbaum ; et Pro Pilot II monté par Édouard Coupérie. Fin 2008, le Westphalien The Sixth Sense est en tête du classement mondial d'obstacle. L'étalon Monte Bellini décroche de nombreuses victoires de 2008 à 2012, mais tombe malade avant les Jeux olympiques d'été de 2012. Aladin, All Inclusive NRW et Opium ont, entre autres, participé aux Jeux olympiques d'été de 2008. Cornet's Cristallo est l'une des montures de Marco Kutscher.
En octobre 2018, le Westphalien est le quatrième stud-book le plus performant en compétitions de saut d'obstacles (après le KWPN, le BWP et le Selle français), d'après l'évaluation de la WBFSH. En 2004, lors du premier classement WBFSH publié, le Westphalien est classé huitième.

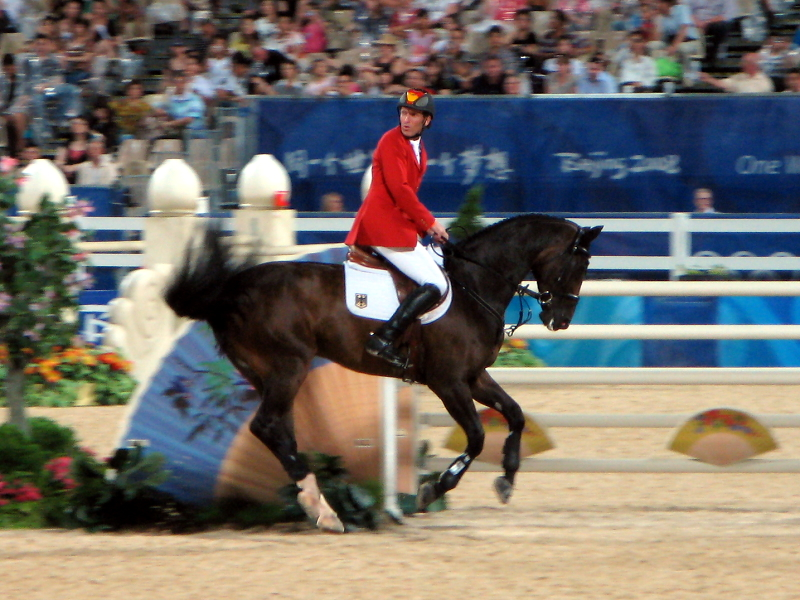
Ludger Beerbaum et All Inclusive NRW aux Jeux olympiques d'été de 2008.
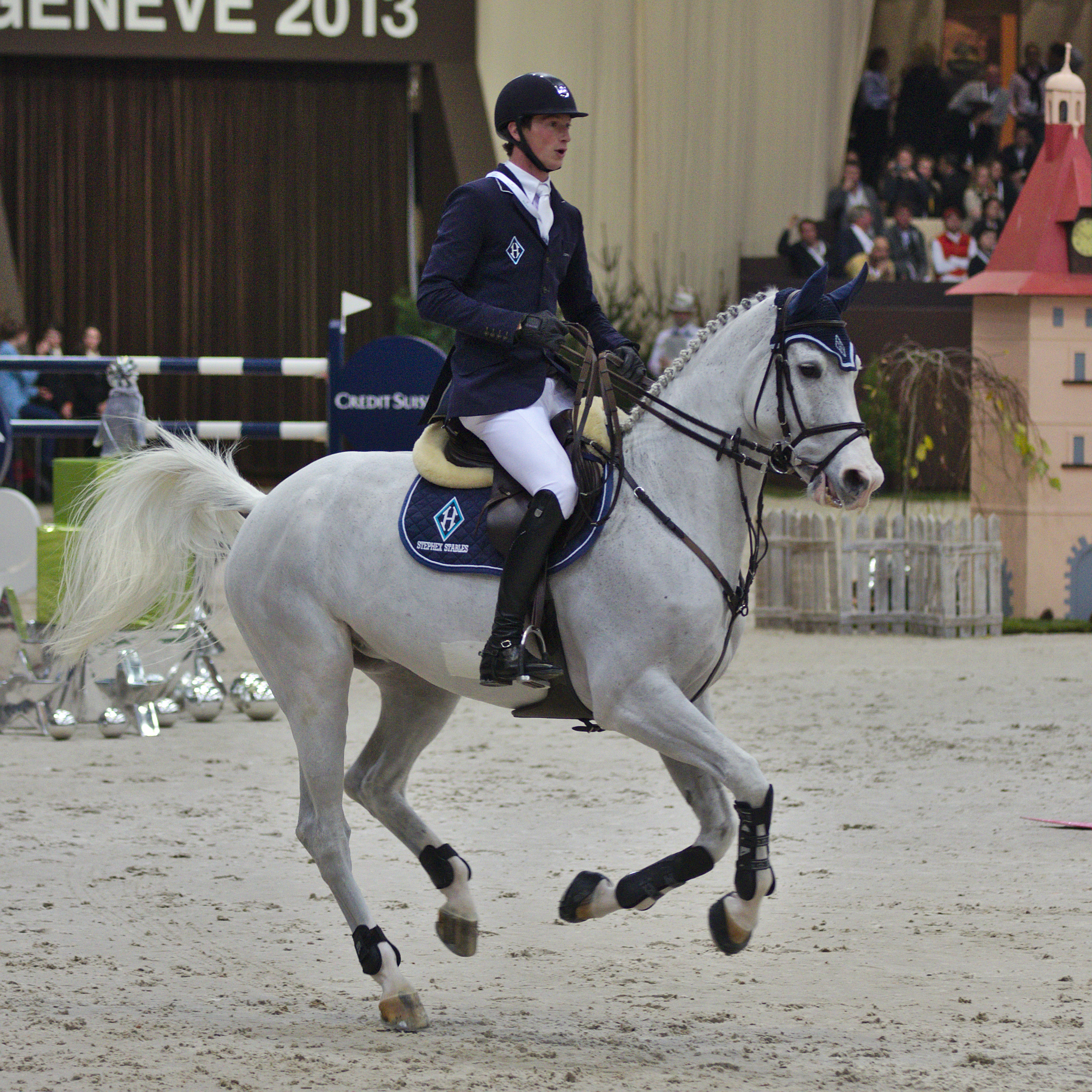
Daniel Deußer et Cornet d'Amour au CHI de Genève de 2013.
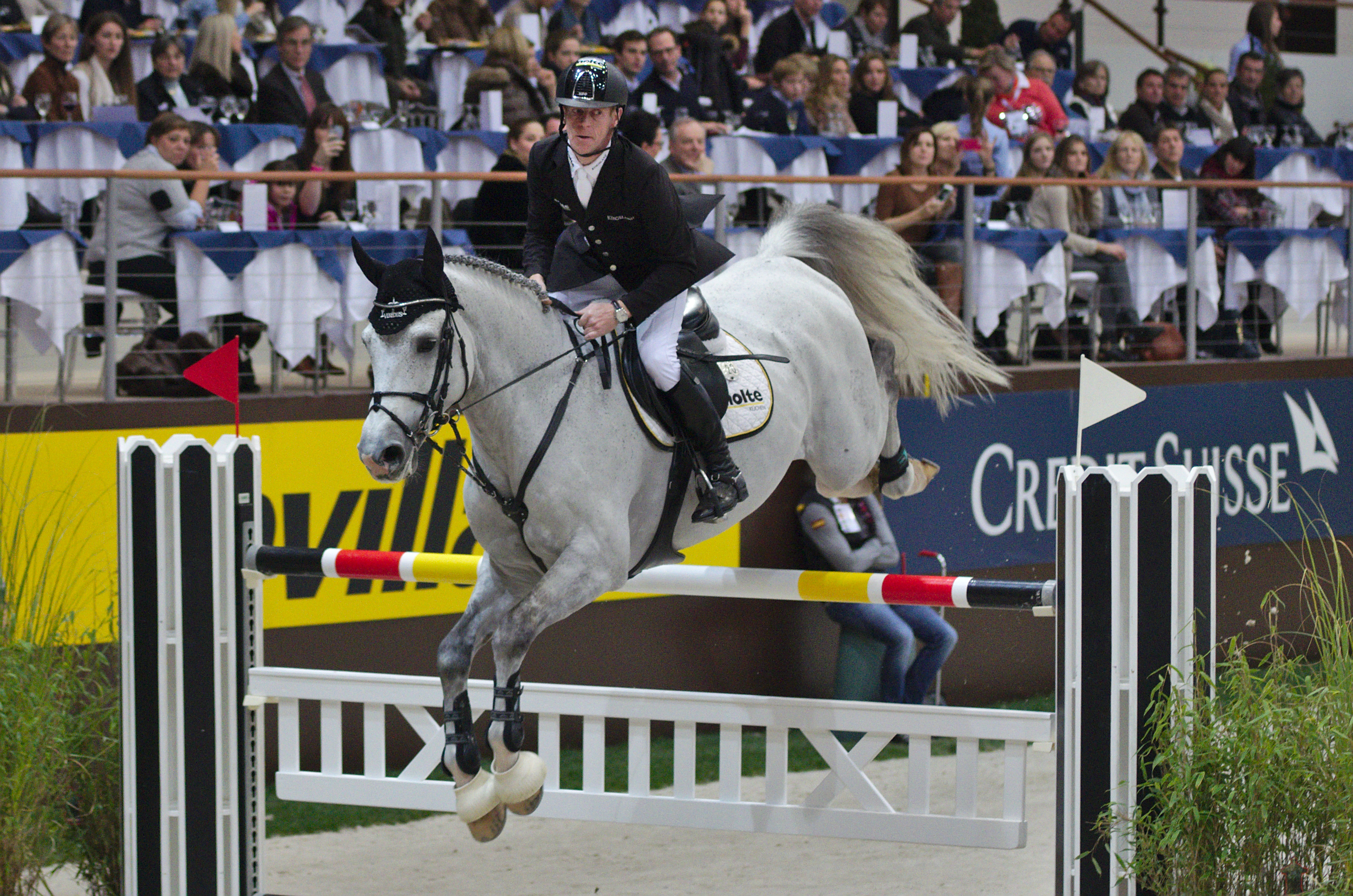
Marcus Ehning et Cornado NRW  au CHI de Genève de 2014.

## Diffusion de l'élevage

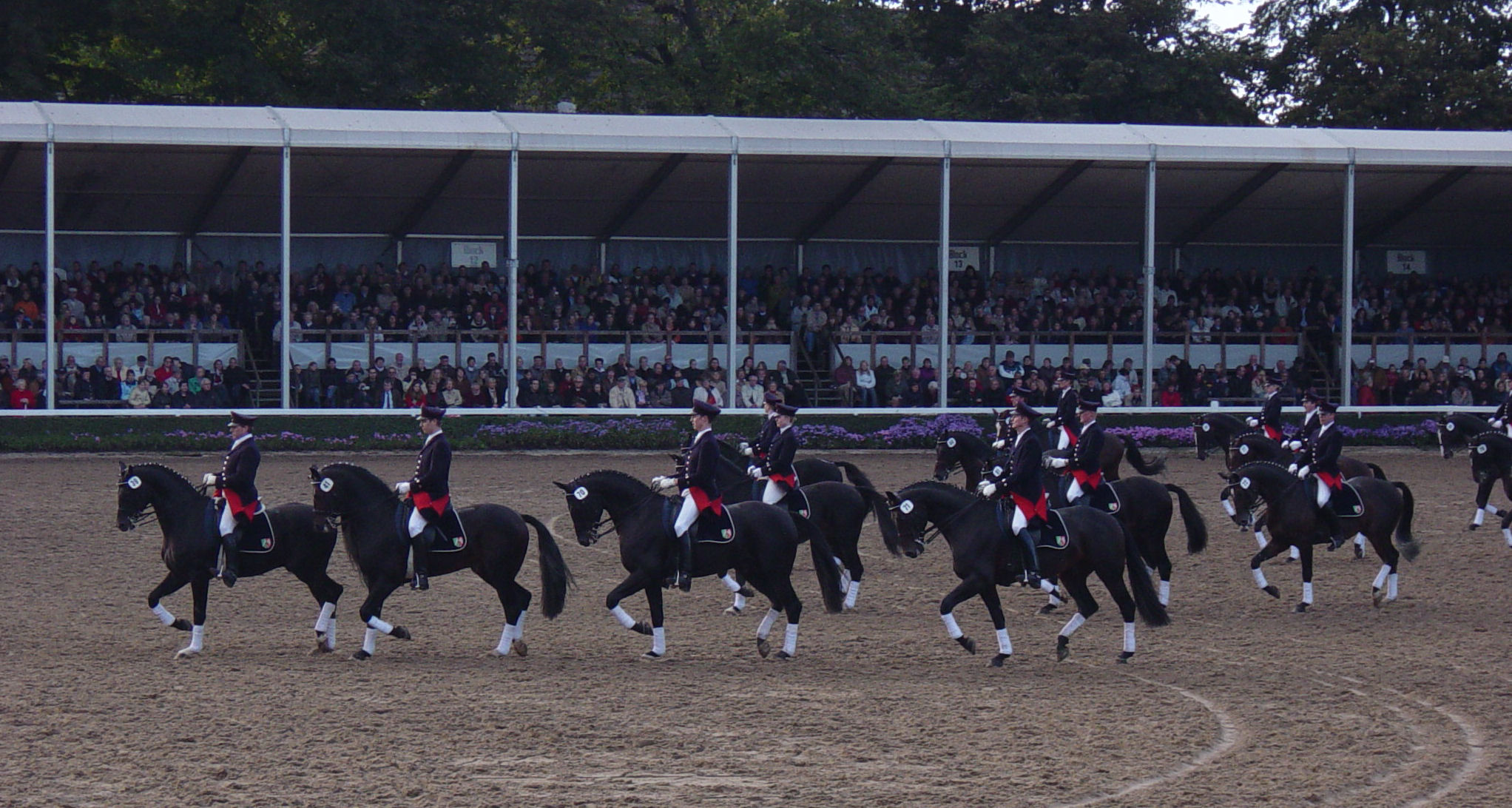
Parade de Westphaliens au Haras national de Rhénanie-du-Nord-Westphalie.

Dans DAD-IS, le Westphalien est classé comme une race locale allemande régionale, native de ce même pays. Si le Westphalien reste surtout élevé en Allemagne, et tout particulièrement en Westphalie, la race s'est diffusée dans toute l'Europe et aux États-Unis. En Westphalie, une véritable culture équestre existe et de nombreux cavaliers de haut niveau sont prêts à travailler avec les chevaux locaux. Le haras national de Warendorf élève aussi les races Pur-sang et Hanovrien, en plus du Westphalien. La vente annuelle de l'association des éleveurs de Westphalien se tient chaque année aux halles de Münster. Les armes de la Westphalie comportent d'ailleurs un cheval bondissant.
L'étude menée par Rupak Khadka de l'université d'Uppsala, publiée en août 2010 pour la FAO, signale le Westphalian Warmblood comme une race régionale européenne transfrontière, qui n'est pas menacée d'extinction. D'après l'auteure du guide Delachaux, la race est « l'une des plus populaires d'Allemagne », et son élevage très dynamique dans de nombreuses régions du monde. Les chevaux westphaliens sont en effet numériquement nombreux, avec environ 30 000 sujets dans le monde en 2013, pour 4 000 naissances annuelles. L'Allemagne comptait 8 582 Westphaliens enregistrés en 2006. La race est cependant en récession face au KWPN et au Hanovrien.
Le Westphalien est méconnu en France, notamment par comparaison aux races Hanovrien et Oldenbourg : cela s'explique par une absence de communication des éleveurs vers ce pays. La race est élevée en Bulgarie. L'ouvrage Equine Science (4e édition de 2012) classe néanmoins le Westphalien parmi les races de chevaux de selle peu connues au niveau international.

### Articles de presse
- [Pilley-Mirande 2002] Natalie Pilley-Mirande, « Le westphalien, un conquérant venu d'outre-Rhin », Cheval Magazine,‎ juin 2002, p. 52-55 (ISSN 0245-3614).
- [Rebts 2015] Marie-Ève Rebts, « Le westphalien, un champion méconnu », Cheval Magazine,‎ juin 2015, p. 38-41 (ISSN 0245-3614).